# تاور نوير
تاور نوير (بالإنجليزية: Tour Noir)‏ هو أحد جبال سلسلة كتلة مونت بلاك ويقع في كانتون فاليز في سويسرا. يحتل المرتبة رقم 36 في قائمة جبال سويسرا من حيث الارتفاع، إذ يبلغ ارتفاعه حوالي 3837 متر، بينما يبلغ ارتفاع نتوء الجبل 302 متر، هذا وقد سجل أول وصول لقمة الجبل عام 1876.